# Monumento alla Bella Italia
Il Monumento alla Bella Italia o Bell'Italia, ufficialmente Monumento ai Caduti delle Dieci giornate di Brescia, è un monumento in marmo situato nella diramazione nord-est di piazza della Loggia a Brescia.
Dedicato ai caduti delle dieci giornate di Brescia e donato alla città da Vittorio Emanuele II, è stato realizzato nel 1864 da Giovanni Battista Lombardi sul luogo in cui anticamente sorgeva una colonna con leone di San Marco, simbolo della dominazione veneta su Brescia. 

## Storia

### La colonna con il leone di San Marco
Sul luogo dove sorge il monumento alla Bella Italia si trovava, in origine, una colonna sormontata dal leone di san Marco, segno del dominio della repubblica di Venezia sulla città. La colonna era stata eretta tra il 1454 e il 1455 e alla sua base vi si tennero, per secoli, le esecuzioni capitali dei condannati a morte, con gran concorso di pubblico.
Questa stessa colonna, secondo le fonti, era opera dello scultore Giacomo Medici, che tra l'altro aveva realizzato, nel corso del 1563, il leone posto in sommità del monumento. Sul basamento della colonna, inoltre, erano stati incisi dallo stesso Medici gli stemmi degli allora rettori della città di Brescia, ossia i simboli del capitano Sebastiano Venier e del rettore Lorenzo da Mula.
Demolita infine nel 1797, in seguito agli eventi che portarono alla caduta della Serenissima e alla formazione della Repubblica Bresciana, il leone collocato sulla sommità della colonna fu abbattuto e distrutto; la stessa colonna, invece, rimase in loco fino al 1821 e, in occasione di alcuni lavori, fu anch'essa distrutta. Lo spazio vuoto che venne allora a formarsi, dunque, fu riempito nel 1864 dal nuovo monumento.

### La realizzazione dellaBella Italiae le valenze simboliche
L'idea di realizzare lo stesso monumento era stata proposta già nel 1859 da re Vittorio Emanuele II: il sovrano, infatti, era stato in visita a Brescia e in tale occasione aveva avuto modo di vedere, alle pendici del castello di Brescia, il luogo in cui 45 insorti bresciani erano stati fucilati dagli Austriaci nel 1849, appunto durante gli eventi delle Dieci giornate di Brescia.

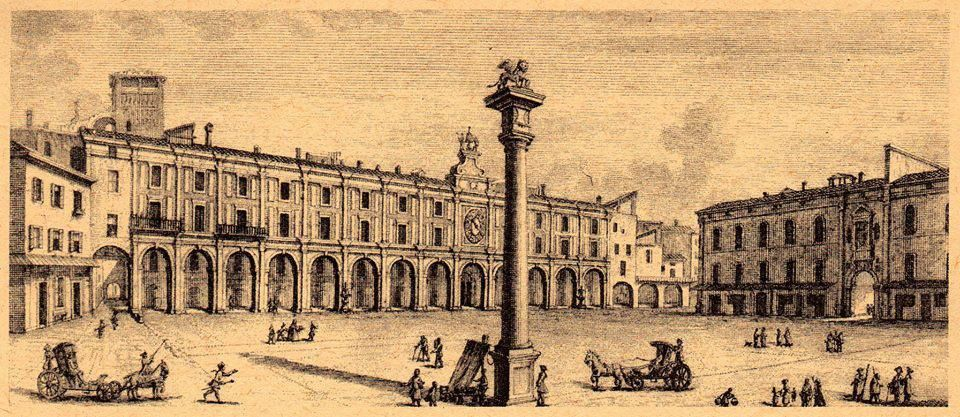
Un'acquaforte del 1750 di piazza della Loggia di F. Battaglioli e F. Zucchi: in primo piano, la colonna con leone di San Marco, poi abbattuta e sostituita dalla Bella Italia.

Lo stesso Vittorio Emanuele II, tra l'altro, volle inizialmente fare erigere il monumento proprio in quel luogo; infine, si scelse di collocarlo in piazza della Loggia, sia per commemorare il luogo in cui ebbe inizio la rivolta sia per la maggiore frequentazione della piazza. Realizzato dallo scultore bresciano Giovanni Battista Lombardi, l'inaugurazione dell'opera avvenne il 21 agosto 1864 con un evento di carattere «istituzionale e dinastico», accompagnato da grandi omaggi e riconoscenza al re Vittorio Emanuele II.
In occasione dell'inaugurazione vennero peraltro inaugurate una Esposizione agraria industriale, un'Esposizione di Belle Arti, un'Esposizione del bestiame e si diede il via anche al Congresso Agrario e al Secondo Tiro a segno nazionale: l'intento, evidentemente, era quello di dimostrare che, grazie alla rivolta del 1849 e alla nascita del Regno d'Italia, Brescia e la nazione si avviavano verso il progresso e la rinascita.
Non è casuale, infine, la collocazione del monumento, che andò appunto a rimpiazzare la vecchia colonna veneta di San Marco, simbolo della precedente e decaduta dominazione su Brescia. il nuovo monumento occupa da allora la porzione nord-orientale della piazza.

## Descrizione

### Basamento
Il monumento consta di un basamento in marmo di Botticino di forma ottagonale: lo stesso basamento è composto da due distinte parti, intervallate tra loro da un cornicione decorativo e ornato con formelle scolpite, che propongono alcuni significativi episodi dell'insurrezione.
Sui quattro lati dell'alto basamento vi sono istoriati, a bassorilievo, alcuni fatti salienti dell'insurrezione popolare
- La barricata allestita in piazza San Barnaba (durante il pomeriggio del 31 marzo 1849): sulla destra sono rappresentati gli insorti bresciani mentre, sulla sinistra, si staglia un gran numero di soldati austriaci guidati dal generale Johan Nugent, il quale sta per cadere da cavallo.[7]
- Gli scontri del 27 marzo 1849 presso porta Torrelunga, dove sono raffigurati degli insorti che fanno fuoco su un reparto di croati; questi ultimi, invece, sono in procinto di sfondare le difese bresciane: interessante notare la presenza, in questa formella, di alcune donne che curano i feriti bresciani.[9]
- Nella formella retrostante si nota l'episodio delle fucilazioni di insorti bresciani presso il castello cittadino: in bassorilievo sono raffigurati, infatti, il ponte levatoio e la porta d'ingresso del fortilizio cittadino.[10]
- Un carro trainato da quattro cavalli è raffigurato con sopra un'urna e delle statue in atteggiamento orante: all'interno si può notare una folla di cittadini e, dietro il carro, un gruppo di bersaglieri schierati. SI tratta, nella fattispecie, del trasferimento delle ossa dei martiri delle fosse comuni dalla rocca cittadina al cimitero monumentale della stessa città, avvenuto il 1º aprile 1861.[10]

### Statua
A coronamento si trova una figura femminile che impersona, a seconda delle interpretazioni, l'Italia, oppure la stessa città di Brescia o, ancora, una personificazione della libertà. Essa indossa una lunga e stretta tunica, annodata sul fianco da un nastro annodato lungo il fianco destro. Questa figura femminile regge, sotto il braccio sinistro, un grande stendardo ripiegato e invece, nella mano destra, dei tralci di vite.
Tra il basamento e la statua vi è un basso plinto sul quale sono apposte due iscrizioni. Queste ultime sono state ideate dal professore Giannantonio Folcieri, all'epoca molto noto: prima insegnante di lettere alle scuole superiori e poi preside del liceo classico Arnaldo, fu anche giornalista, poeta e membro dell'Ateneo di Brescia. L'iscrizione sul fronte è la dedica a:
CONTRO L'AUSTRIACA TIRANNIDE 

DIECI GIORNI PUGNAVA»
Mentre quella sul retro attesta il dono di:
AMMIRANDO L'IMMORTALE ARDIMENTO 

POSE QUESTO RICORDO»

## Galleria d'immagini

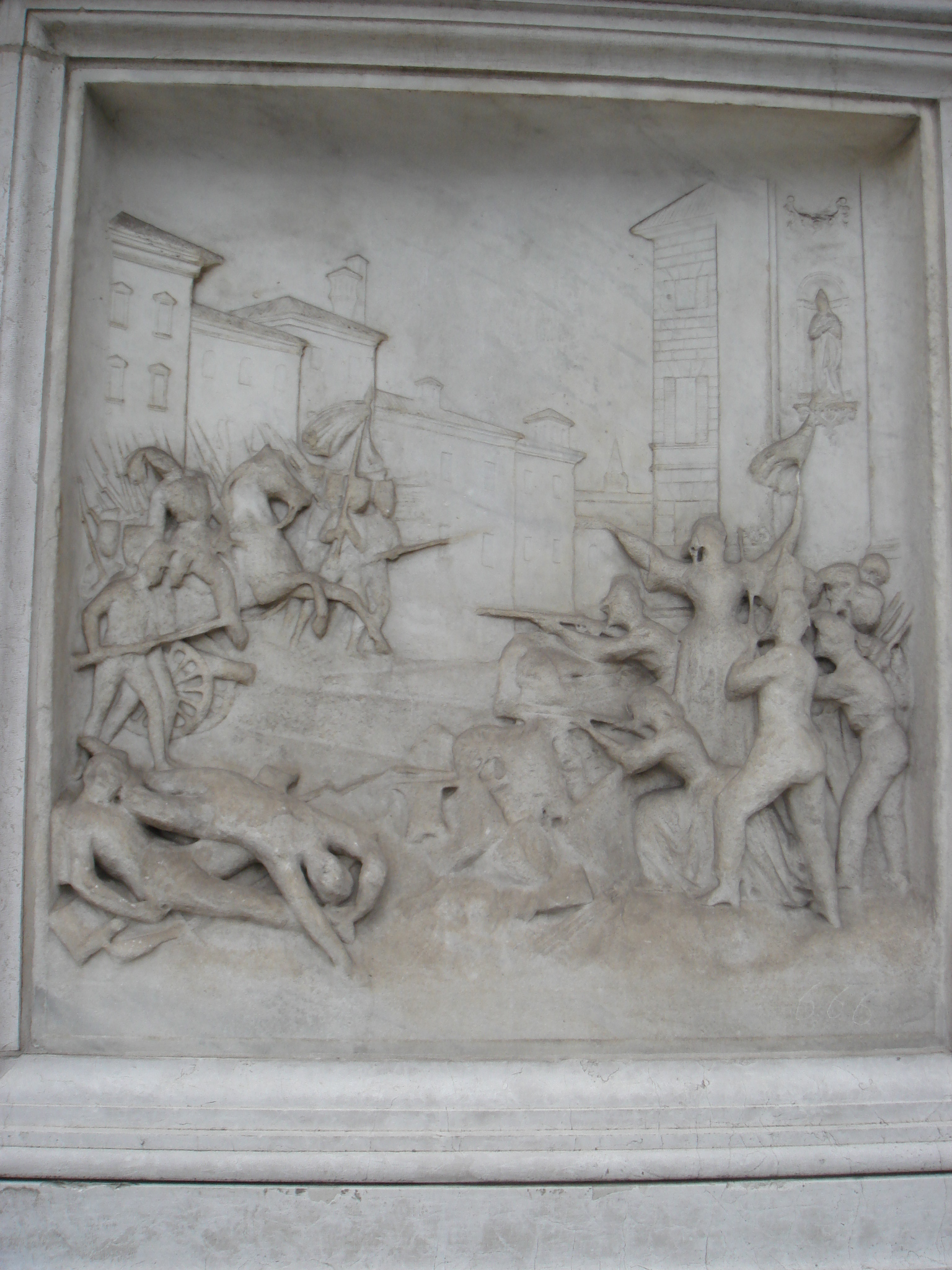
Insurrezione in Corso Magenta
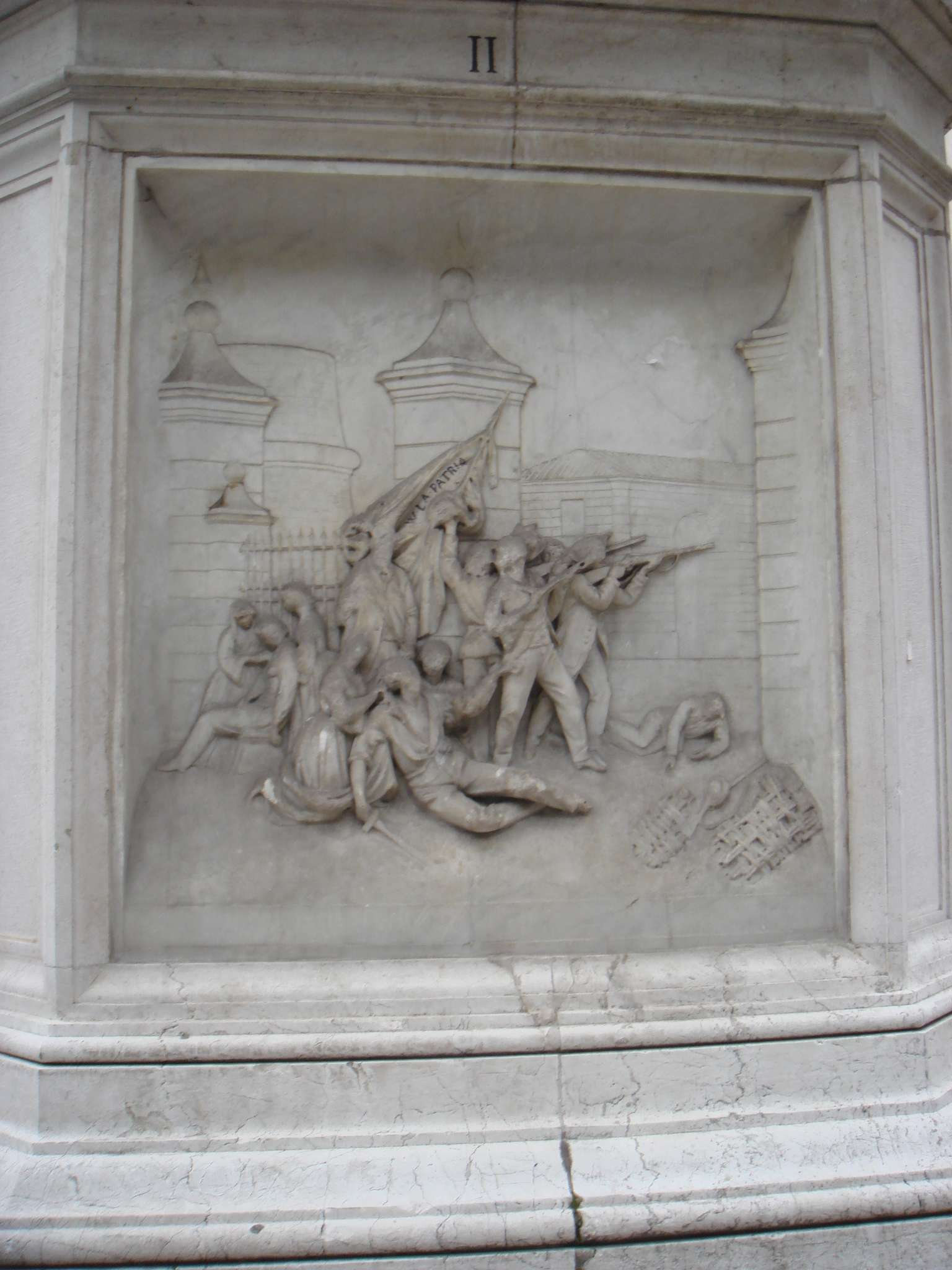
Combattimento a Porta Torrelunga
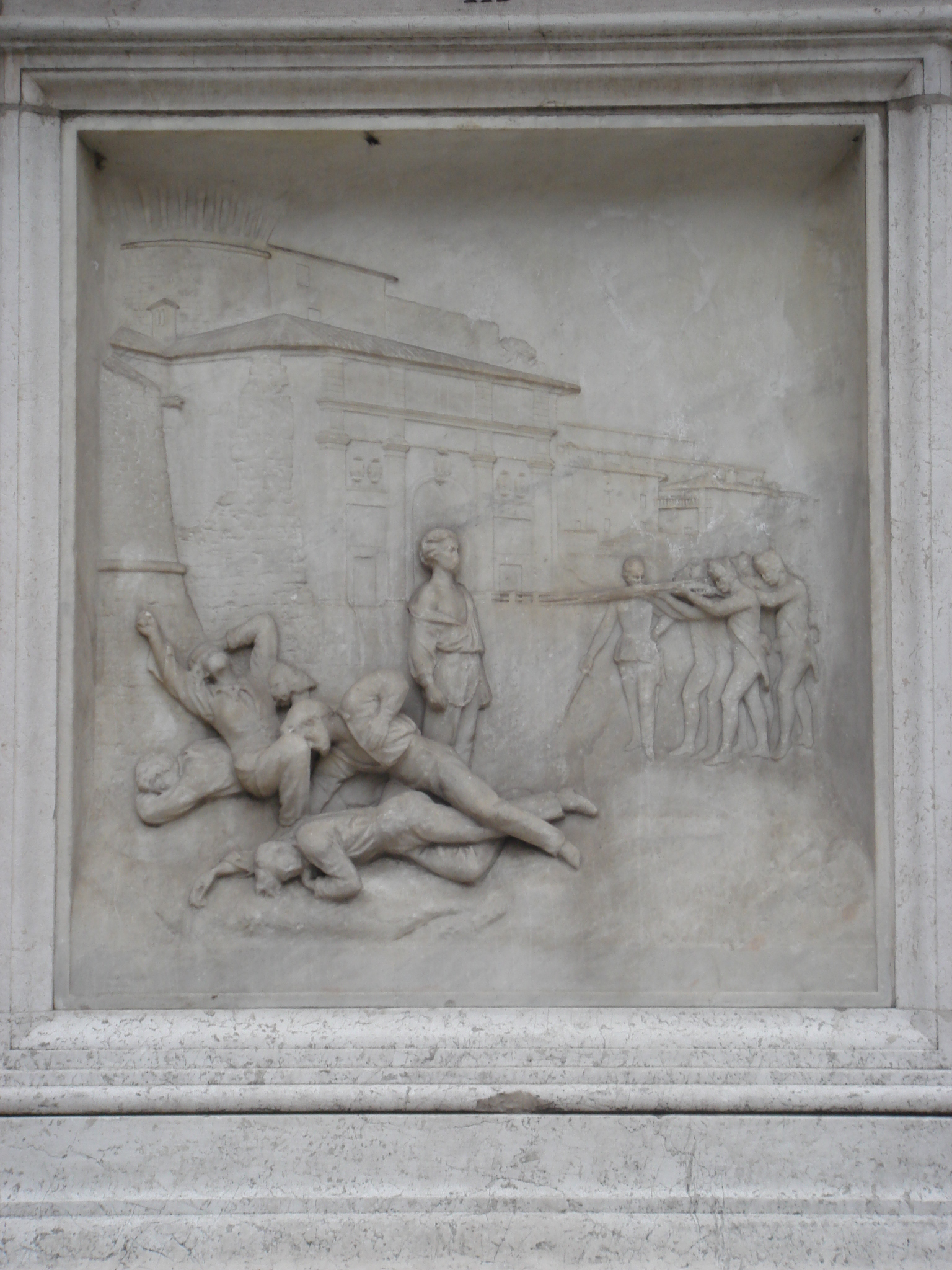
Fucilazione degli insorti catturati
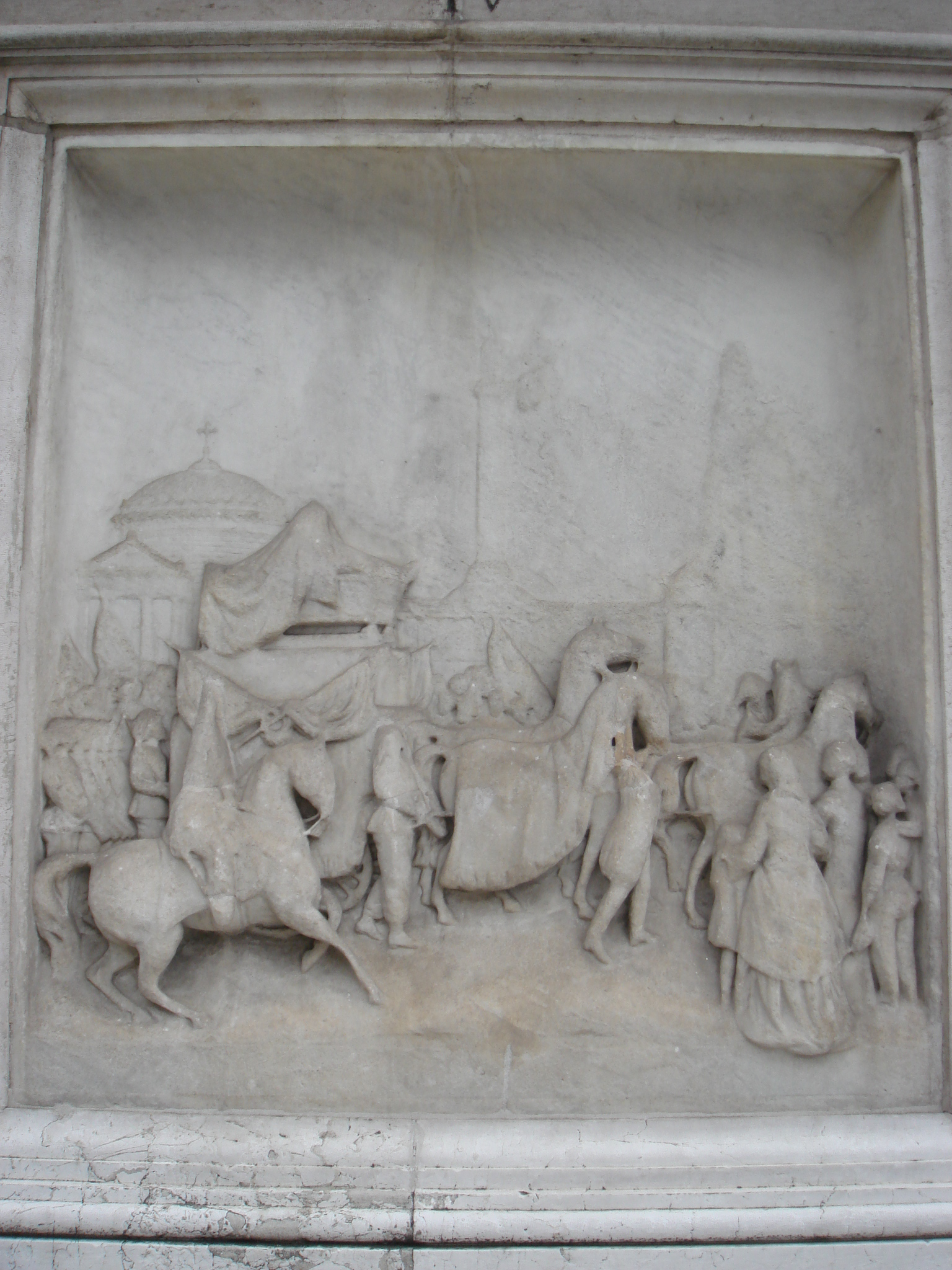
Funerali dei caduti